# 庫特·湯瑪斯 (籃球)
庫特·文森·湯瑪斯（英語：Kurt Vincent Thomas，1972年10月4日—）是美國前職業籃球運動員。身高6英尺9英寸，體重230磅，司職大前鋒及中鋒，於1995年NBA選秀第10順位被邁阿密熱火隊選中，主要顛峰期為效力紐約尼克期間；他以頑強的打球風格和堅韌的防守著稱，中距離投射亦頗為出色。

## 外部連結
- 科特·湯瑪斯在fiba.basketball（英语）
- 科特·湯瑪斯在NBA官網（英语）
- 科特·湯瑪斯在Basketball-Reference.com（NBA）（英语）
- 科特·湯瑪斯在Sports-Reference.com（NCAA）（英语）
- 科特·湯瑪斯在Eurobasket.com（球員）（英语）
- 科特·湯瑪斯在Proballers（英语）
- 科特·湯瑪斯在RealGM（球員）（英语）
- 科特·湯瑪斯在Basketball-Reference.com（NBA教練）（英语）